# Армија незапослених
Резервна армија незапослених је концепт у критици политичке економије Карла Маркса. Односи се на незапослене и недовољно запослене у капиталистичком друштву. Синоним овог појма је „резервна армија индустрије” или „релативни вишак популације”, осим што су незапослени они који заправо траже посао, а релативан вишак популације укључује и оне који су неспособни за рад. Употреба израза „армија” односи се на то да су радници присиљени на рад и потчињени на радном месту у хијерархији, под командом или ауторитетом власника капитала.
Маркс није измислио термин „резервна армија незапослених”. Већ га је користио Фридрих Енгелс у својој књизи из 1845. Стање радничке класе у Енглеској. Маркс је само теоријски устоличио резервну армију незапослених као саставни део капиталистичке организације рада.
Пре периода који је Маркс гледао као почетак капиталистичке ере у људској историји (нпр. пре 1500-тих), структурна незапосленост у великим размерама је ретко постојала, осим ако не би била изазвана природним катастрофама или ратовима. У античким временима, сви људи способни за рад су морали да раде, у противном они би гладовали; роб или кмет по дефиницији није могао да постане „незапослен”. Постојала је врло мала вероватноћа да се неко „хлеба наједе” без било каквог рада, и обично се према просјацима и лењивцима врло оштро поступало. Деца су почињала да раде већ у врло раном узрасту.

## Марксово виђење концепта
Иако је идеја резервне армије незапослених блиско повезана са Марксом, већ је била присутна у британском радничком покрету током 1830-тих. Прво помињање резервне армије незапослених  у Марксовим делима било је у списима које је написао 1847, али није објавио:
Маркс уводи концепт у поглављу 25 првог дела књиге Das Kapital, које је он објавио двадесет година касније, 1867, тврдећи да:
Његов аргумент је био да како се капитализам развија, органска композиција капитала ће се повећавати, што значи да ће маса константног капитала расти брже од масе променљивог капитала. Мање радника могу да произведу све што је неопходно за потребе друштва. За последицу, капитал ће постати концентрисованији и централизованији са мање власника.